# Bogdan Kobułow
Bogdan Zacharewicz Kobułow ps. Samowar, ros. Богдан Захарович Кобулов, gruz. ბოგდან ქობულოვი (ur. 17 lutego?/1 marca 1904 w Tyflisie, zm. 23 grudnia 1953 w Moskwie) – radziecki komisarz bezpieczeństwa państwowego II rangi (1943), generał pułkownik (9 lipca 1945), zastępca ludowego komisarza spraw wewnętrznych Ławrientija Berii (1938-1941), szef Głównego Zarządu Gospodarczego Ludowego Komisariatu Spraw Wewnętrznych (od 1939), deputowany do Rady Najwyższej ZSRR, jeden z organizatorów i wykonawców zbrodni katyńskiej.

## Życiorys
Urodzony w rodzinie ormiańskiej (syn krawca Zachara Kobułowa, brat Amajaka Zacharewicza Kobułowa), od 1922 współpracownik gruzińskiej CzeKa, od 1925 członek WKP(b). Kierował wielkimi czystkami w Gruzji, w wyniku których zginęła większość dotychczasowych przywódców. Od 1937 był zastępcą Ludowego Komisarza Spraw Wewnętrznych Gruzińskiej SRR. W 1938 Beria, którego był jednym z najbardziej zaufanych współpracowników, wezwał go do Moskwy, gdzie objął stanowisko naczelnika Wydziału IV (kontrwywiad wojskowy) Głównego Zarządu Bezpieczeństwa Państwowego. Był jednym z funkcjonariuszy NKWD, którzy osobiście, w okrutny i sadystyczny sposób przesłuchiwali podejrzanych, m.in. na terenie tajnego więzienia Suchanówka.
5 października 1939, na podstawie tajnego rozkazu nr 001186 wydanego przez Berię, został wraz z Pawłem Sudopłatowem i Trofimem Kornijenką jednym z szefów trzech grup operacyjno-śledczych powołanych w celu przetłumaczenia oraz opracowania tajnych dokumentów polskiego wywiadu (w tym Oddziału II Sztabu Głównego WP), które dostały się w ręce radzieckie po agresji ZSRR na Polskę 17 września 1939. Do lutego 1941 na podstawie akt polskiego wywiadu i Policji Państwowej ogłoszono w ZSRR listy gończe za 3168 oficerami i agentami służb specjalnych II Rzeczypospolitej.
Na mocy decyzji Biura Politycznego KC WKP(b) z 5 marca 1940 został członkiem Kolegium Specjalnego NKWD (tzw. centralnej trójki), które organizowało oraz nadzorowało zbrodnię katyńską na polskich jeńcach wojennych i więźniach. W skład tej trójki wchodzili także Wsiewołod Mierkułow, pierwszy zastępca ludowego komisarza spraw wewnętrznych i szef Głównego Zarządu Bezpieczeństwa Państwowego, oraz Leonid Basztakow, szef 1 Wydziału Specjalnego NKWD.
Od lutego 1941 Kobułow był Zastępcą Ludowego Komisarza Spraw Wewnętrznych, a w latach 1943–1945 Ludowego Komisarza Bezpieczeństwa Państwowego Wsiewołoda Mierkułowa. W 1944 kierował operacją wysiedlenia Czeczenów i Inguszów do Kazachstanu. W 1945 uczestniczył w przesłuchaniach uprowadzonych przywódców Polskiego Państwa Podziemnego przed procesem szesnastu. Po II wojnie światowej pełnił funkcję zastępcy szefa Głównego Zarządu Mienia Radzieckiego za Granicą (GUSIMZ) przy Radzie Ministrów ZSRR i zastępcy dowódcy Radzieckiej Administracji Wojskowej w Niemczech (kierował organami bezpieczeństwa w radzieckiej strefie okupacyjnej w Niemczech). Po śmierci Stalina Beria uczynił go pierwszym zastępcą Ministra Spraw Wewnętrznych ZSRR.
27 czerwca 1953 został aresztowany razem z Berią i oskarżony o liczne nadużycia oraz o szpiegostwo, po czym skazany na śmierć i rozstrzelany.

## Odznaczenia[a]
- Order Lenina (trzykrotnie)
- Order Czerwonego Sztandaru (czterokrotnie)
- Order Czerwonego Sztandaru Pracy
- Order Suworowa I klasy
- Order Kutuzowa I klasy
- Order Wojny Ojczyźnianej I klasy
- Order Czerwonego Sztandaru Pracy Gruzińskiej Socjalistycznej Republiki Radzieckiej